# Igreja Presbiteriana na Coreia (HoHeon)
A Igreja Presbiteriana na Coreia (HoHeon) - em coreano 대한예수교장로회(호헌) - é uma denominação presbiteriana reformada, formada na Coreia do Sul em 1962, por grupo dissidente da Igreja Presbiteriana na Coreia (HapDong). A denominação foi formada por um grupo que defendia o Fundamentalismo cristão, o relacionamento com a Conselho Internacional de Igrejas Cristãs e o Rev. Carl McIntire.
Em 1998, 9 denominações presbiterianas, incluindo a Igreja HoHeon, se uniram como uma denominação, mas voltaram a se separar novamente em 2000.
Em 2004, tinha 910 congregações e 120.000 membros.

## Doutrina
A denominação subscreve a Confissão de Fé de Westminster

## Relações intereclesiáticas
A denominação é membro do Concílio de Igrejas Presbiterianas na Coreia.